# شارلوت مری ماتیسن
شارلوت مری ماتیسن (به انگلیسی: Charlotte Mary Matheson) از رمان‌نویسان معاصر انگلیسی است.

## زندگی‌نامه
ماتیسن در حوالی لیسکارد متولد شد.
به علت علاقهٔ زیادش به کشاورزی در کالج اسپارت شولت در شهر وینچستر به فراگرفتن این فن اشتغال یافت. در جنگ جهانی اول به عضویت سازمان زنان مخصوص کمک به کشاورزان درآمد و یکی از اعضای فعال این دسته گردید. در سال ۱۹۱۸ ولی‌عهد کشور، سمت میرآخوری خود را در شهرستان کورنوال به وی تفویض کرد، لیکن پس از مدت کوتاهی دست از این کار کشید و به پرنس‌تاون رفت و تا به آخر عمر گوشهٔ انزوا اختیار نمود.
از این پس زندگی او در پرده‌ای از ابهام فرومی‌رود و دیگر با مردم تماس نمی‌گیرد. مردم آن زمان استقبال چندانی از آثار او نمی‌کردند و شاید همین بی‌اعتنایی مردم باعث گوشه‌گیری وی از اجتماع گردیده باشد. سبک ماتیسن در نویسندگی آنچنان که به خوبی از کتاب پر هویداست رمانتیسم است. از او تعدادی کتاب برجا مانده که معروف تر از همه پر و مورونای سبزپوش هستند. وی در چهل و هشت سالگی درگذشت.

## رمان‌ها
1. The Generation Between (1915)‎ نسل میانی
2. Children of the Desolate (1916)‎
3. Morwenna of the Green Gown (1923)‎ مورونای سبزپوش
4. Nut in the Husk (1926)‎
5. The Feather (1927)‎ پَر